# Moteris ir keturi jos vyrai
Moteris ir keturi jos vyrai è un film del 1983, diretto da Algimantas Puipa, basato su un romanzo di Holger Drachmann. 

## Trama
Presso la casa sulla costa, dove abitano Elder, suo fratello Junior e loro padre, il mare restituisce il cadavere di un uomo: è il marito della donna, che viene chiamata dal gendarme per il riconoscimento del corpo, e alla quale viene consegnata una cintura, unico oggetto di valore del defunto.
Tempo dopo la donna passa di nuovo nelle vicinanze della casa, incinta, presumibilmente di Elder. La donna viene accolta in casa, sposa Elder, e dà alla luce, nel primo giorno del 1900, un figlio. La donna dà ad Elder la cintura del primo marito defunto. La famiglia è fortemente indebitata con Mauzehund, quando, tempo dopo, Elder, desideroso di emanciparsi dalla tutela paterna, accende un nuovo imponente debito presso l'usuraio. Nel tornare a casa con una gran somma di denaro con sé, Elder è assalito da un rapinatore, che non riesce nel suo intento, ma tenta di convincere Elder, che peraltro è fortemente contrario, ad abbandonare la famiglia e ad imbarcarsi con lui verso nuovi lidi. Intanto è nato un secondo figlio alla donna.
Elder sparisce: dopo qualche tempo, la donna sposa Junior. L'usuraio Mauzehund muore, ed il figlio esige l'immediata restituzione di tutti i prestiti, compreso quello ottenuto da Elder: perciò il padre viene incarcerato, ed alcuni suoi beni, prima di tutto l'imbarcazione, vengono confiscati. Alla donna nasce il terzo figlio, di Junior, che trova un lavoro remunerativo nella guardia costiera ma muore nell'espletamento del proprio compito. Allora il padre viene scarcerato per far fronte alle necessità della famiglia, e torna a casa per scoprire che, nel frattempo, sono stati contratti nuovi debiti.
Il gendarme si presenta alla donna spiegandole che Elder è stato trovato morto sulla spiaggia insieme ad un altro uomo: apparentemente i due si sono uccisi a vicenda. Consegna quindi alla donna la cintura e, insieme ad essa, la favolosa somma di denaro che il defunto aveva con sé.  